# Purpuradusta fimbriata
Purpuradusta fimbriata is een slakkensoort uit de familie van de Cypraeidae. De wetenschappelijke naam van de soort is voor het eerst geldig gepubliceerd in 1791 door Gmelin.